# Mortes em abril de 2015
Mortes em 2015: ← Janeiro – Fevereiro – Março – Abril – Maio – Junho – Julho – Agosto – Setembro – Outubro – Novembro – Dezembro →
Esta é uma relação de pessoas notáveis que morreram durante o mês de abril de 2015, listando nome, nacionalidade, ocupação e ano de nascimento.

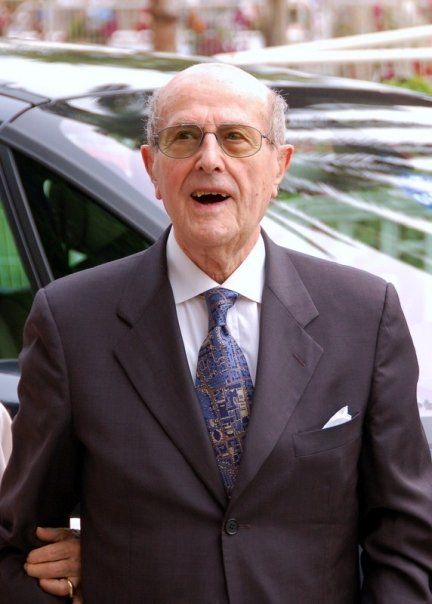
Manoel de Oliveira, cineasta português.

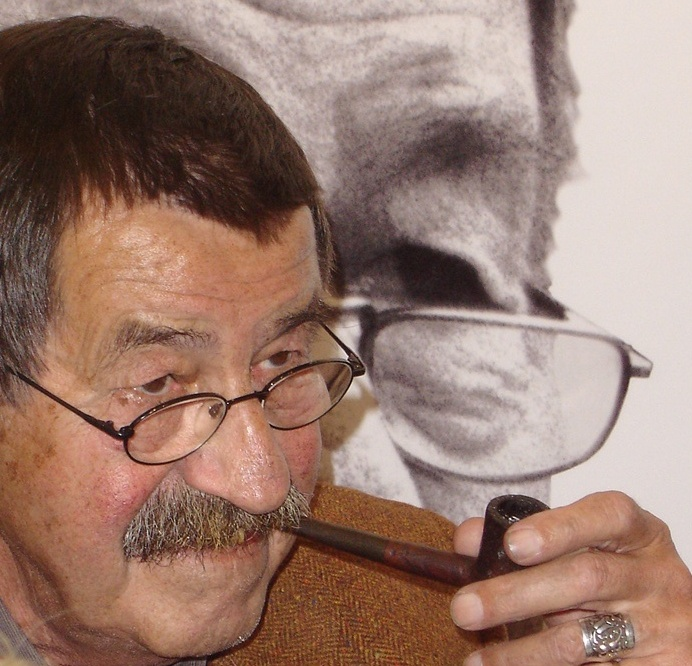
Günter Grass, romancista alemão.

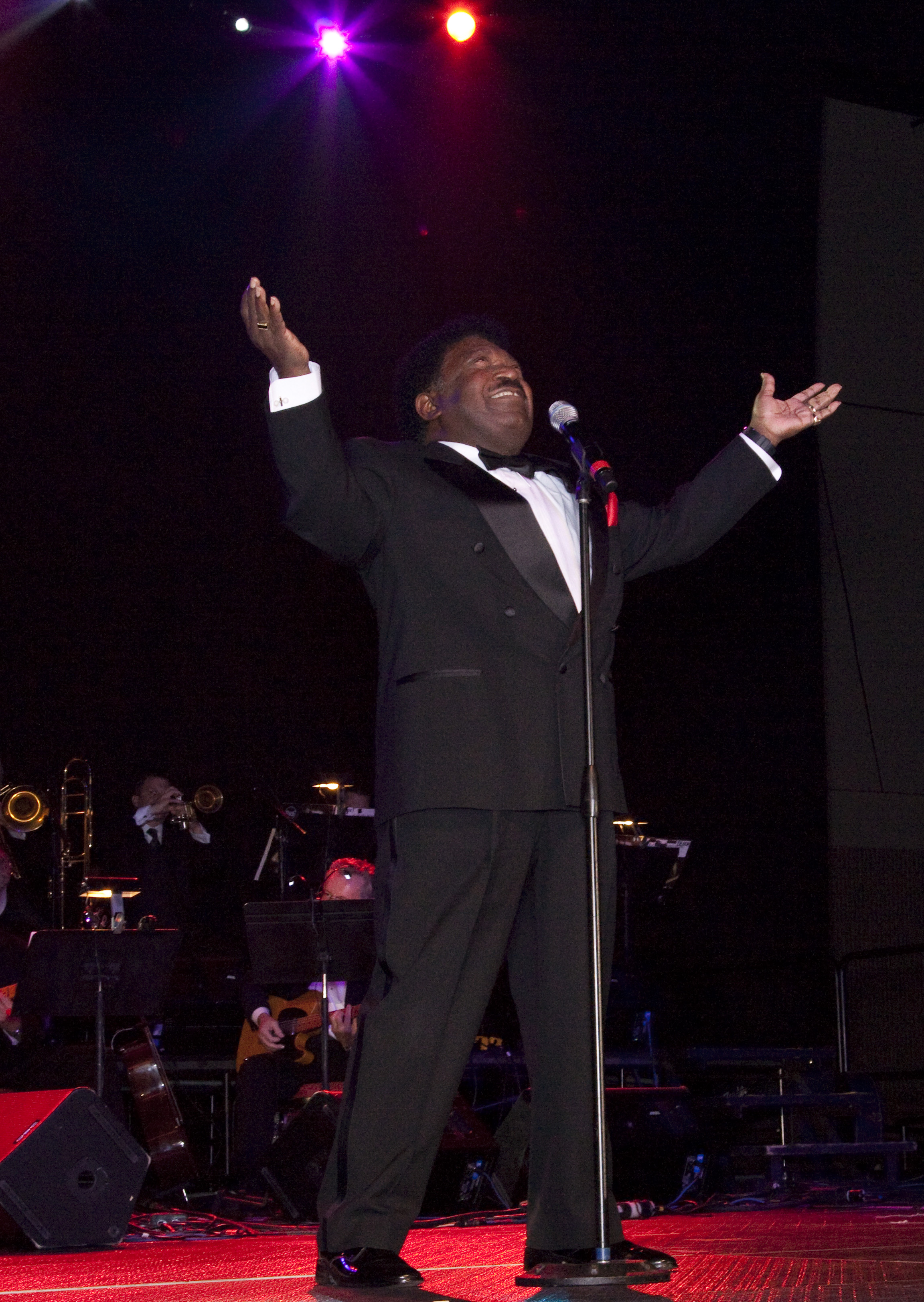
Percy Sledge, cantor estadunidense.

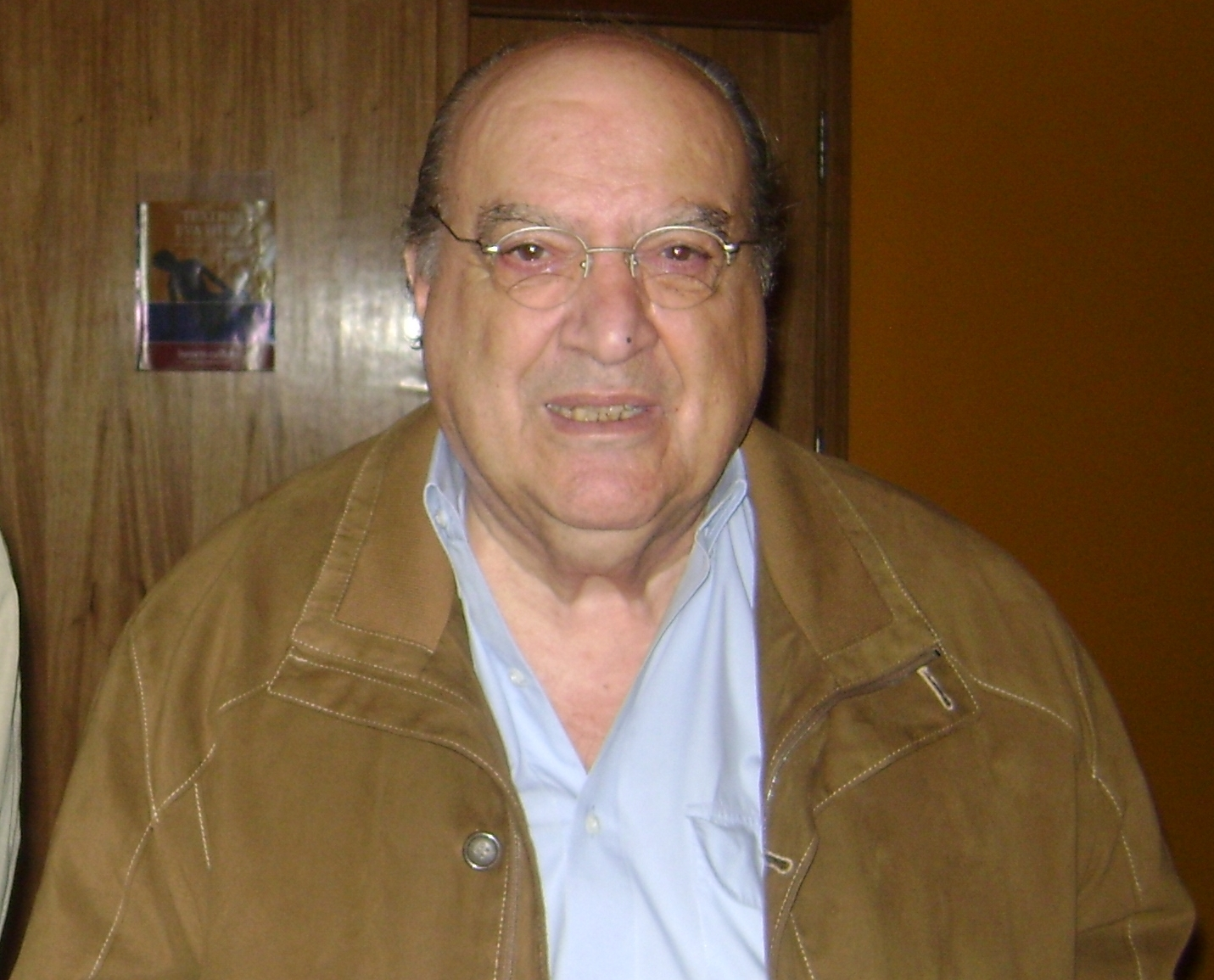
Antônio Abujamra, ator e diretor brasileiro.

| Dia | Nome                              | Profissão ou motivo de reconhecimento           | País de nascimento     | Ano de nasc. | Ref           |
| --- | --------------------------------- | ----------------------------------------------- | ---------------------- | ------------ | ------------- |
| 1   | Misao Okawa                       | Supercentenária                                 | Japão                  | 1898         | [ 1 ]         |
| 1   | Cynthia Lennon                    | Primeira esposa do ex-Beatle John Lennon        | Inglaterra             | 1939         | [ 2 ]         |
| 1   | Billy Butler                      | Cantor                                          | Estados Unidos         | 1945         | [ 3 ]         |
| 1   | Nicolae Rainea                    | Árbitro de futebol                              | Roménia                | 1933         | [ 4 ] [ 5 ]   |
| 2   | Manoel de Oliveira                | Cineasta                                        | Portugal               | 1908         | [ 6 ]         |
| 2   | José da Silva Lopes               | Economista                                      | Portugal               | 1932         | [ 7 ]         |
| 2   | Alberto Ricardo da Silva          | Bispo                                           | Timor-Leste            | 1943         | [ 8 ]         |
| 3   | Bob Burns                         | Baterista                                       | Estados Unidos         | 1950         | [ 9 ]         |
| 3   | Pedro del Hierro                  | Estilista                                       | Espanha                | 1948         | [ 10 ]        |
| 4   | Elmer Lach                        | Jogador de hóquei no gelo                       | Canadá                 | 1918         | [ 11 ]        |
| 5   | Tom Towles                        | Ator                                            | Estados Unidos         | 1950         | [ 12 ]        |
| 6   | James Best                        | Ator                                            | Estados Unidos         | 1926         | [ 13 ]        |
| 6   | Gertrude Weaver                   | Supercentenária                                 | Estados Unidos         | 1898         | [ 14 ]        |
| 7   | Richard Henyekane                 | Futebolista                                     | África do Sul          | 1983         | [ 15 ]        |
| 7   | Stan Freberg                      | Comediante e dublador                           | Estados Unidos         | 1926         | [ 16 ]        |
| 7   | Geoffrey Lewis                    | Ator                                            | Estados Unidos         | 1935         | [ 17 ] [ 18 ] |
| 7   | Maria Augusta Tibiriçá            | Médica e ativista                               | Brasil                 | 1917         | [ 19 ]        |
| 8   | Jean-Claude Turcotte              | Cardeal                                         | Canadá                 | 1936         | [ 20 ]        |
| 8   | Paulo Leão                        | Futebolista, treinador e professor              | Brasil                 | 1938         | [ 21 ]        |
| 9   | João Alves dos Santos             | Bispo católico                                  | Brasil                 | 1956         | [ 22 ]        |
| 9   | Caco Baresi                       | Ator                                            | Brasil                 | 1960         | [ 23 ]        |
| 9   | Alexander Dalgarno                | Físico                                          | França                 | 1928         | [ 23 ]        |
| 10  | Heliodora Carneiro de Mendonça    | Ensaísta, tradutora e crítica de teatro         | Brasil                 | 1923         | [ 24 ]        |
| 10  | Rose Francine Rogombé             | Política                                        | Gabão                  | 1942         | [ 25 ]        |
| 11  | François Maspero                  | Escritor                                        | França                 | 1932         | [ 26 ]        |
| 12  | Paulo Brossard                    | Jurista e político                              | Brasil                 | 1924         | [ 27 ]        |
| 12  | Alfred Eick                       | Militar                                         | Alemanha               | 1924         | [ 28 ]        |
| 13  | Günter Grass                      | Romancista                                      | Alemanha               | 1927         | [ 29 ]        |
| 13  | Eduardo Galeano                   | Jornalista e escritor                           | Uruguai                | 1940         | [ 30 ]        |
| 13  | Antônio Alberto Guimarães Rezende | Bispo católico                                  | Brasil                 | 1926         | [ 31 ]        |
| 14  | Percy Sledge                      | Cantor e compositor                             | Estados Unidos         | 1941         | [ 32 ]        |
| 14  | Percy Weiss                       | Cantor                                          | Brasil                 | 1955         | [ 33 ]        |
| 14  | Klaus Bednarz                     | Jornalista e escritor                           | Alemanha               | 1942         | [ 34 ]        |
| 14  | Roberto Tucci                     | Cardeal                                         | Itália                 | 1921         | [ 35 ]        |
| 14  | Norman Howard Bangerter           | Político                                        | Estados Unidos         | 1933         | [ 36 ]        |
| 15  | Surya Bahadur Thapa               | Político                                        | Nepal                  | 1928         | [ 37 ]        |
| 16  | Stanislav Gross                   | Político                                        | Chéquia                | 1969         | [ 38 ]        |
| 16  | Oles Buzina                       | Jornalista                                      | Ucrânia                | 1969         | [ 39 ]        |
| 16  | Alberto Baquit                    | Empresário                                      | Brasil                 | 1924         | [ 40 ]        |
| 17  | José Mariano Gago                 | Físico de partículas e político                 | Portugal               | 1948         | [ 41 ]        |
| 17  | Izzat Ibrahim al-Douri            | Militar e político                              | Iraque                 | 1942         | [ 42 ]        |
| 17  | Francis Eugene George             | Cardeal                                         | Estados Unidos         | 1937         | [ 43 ]        |
| 19  | Richard Anthony                   | Cantor                                          | Egito/ França          | 1938         | [ 44 ]        |
| 20  | Aharon Lichtenstein               | Rabino                                          | França/ Estados Unidos | 1933         | [ 45 ]        |
| 20  | Cláudio Cunha                     | Ator                                            | Brasil                 | 1946         | [ 46 ]        |
| 20  | Pedro Eugênio                     | Político                                        | Brasil                 | 1949         | [ 47 ]        |
| 20  | Pedro Pires de Miranda            | Engenheiro e político                           | Portugal               | 1928         | [ 48 ]        |
| 21  | John Moshoeu                      | Futebolista                                     | África do Sul          | 1965         | [ 49 ] [ 50 ] |
| 21  | Mestre Camarão                    | Músico                                          | Brasil                 | 1940         | [ 51 ]        |
| 22  | Nagare Hagiwara                   | Ator                                            | Japão                  | 1953         | [ 52 ]        |
| 23  | Roberto Talma                     | Produtor cinematográfico e diretor de televisão | Brasil                 | 1949         | [ 53 ]        |
| 23  | Mangabinha                        | Cantor, compositor e acordeonista               | Brasil                 | 1942         | [ 54 ]        |
| 24  | Max Rojas                         | Poeta, ensaísta e crítico literário             | México                 | 1940         | [ 55 ]        |
| 25  | Don Mankiewicz                    | Roteirista                                      | Estados Unidos         | 1922         |               |
| 26  | Jayne Meadows                     | Atriz                                           | China/ Estados Unidos  | 1919         | [ 56 ]        |
| 27  | Inês Etienne Romeu                | Ex-prisioneira política                         | Brasil                 | 1942         | [ 57 ]        |
| 27  | Andrew Lesnie                     | Diretor de fotografia                           | Austrália              | 1956         | [ 58 ]        |
| 27  | Verne Gagne                       | Lutador e jogador de futebol americano          | Estados Unidos         | 1926         | [ 59 ]        |
| 27  | Boleslau Sliviany                 | Futebolista e jornalista                        | Brasil                 | 1931         | [ 60 ]        |
| 28  | Antônio Abujamra                  | Ator, diretor de teatro e apresentador de TV    | Brasil                 | 1932         | [ 61 ]        |
| 28  | Rodrigo Gularte                   | Narcotraficante                                 | Brasil                 | 1973         | [ 62 ]        |
| 29  | Jean Nidetch                      | Empresária                                      | Estados Unidos         | 1923         | [ 63 ]        |
| 29  | Valmir Louruz                     | Treinador de futebol                            | Brasil                 | 1944         | [ 64 ]        |
| 29  | Giovanni Canestri                 | Cardeal                                         | Itália                 | 1918         | [ 65 ]        |
| 30  | Gregory Mertens                   | Futebolista                                     | Bélgica                | 1991         | [ 66 ]        |
| 30  | Ben E. King                       | Cantor                                          | Estados Unidos         | 1938         | [ 67 ]        |